# Революционная улица (Минск)
Революционная улица (бел. Рэвалюцыйная вуліца) — улица в центре Минска.

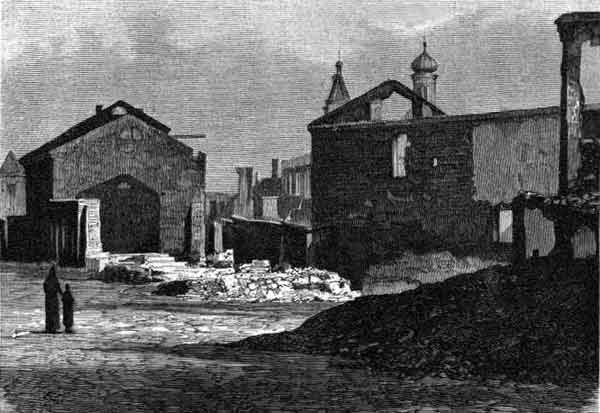
Гравюра 1881 года. Улица Койдановская после пожара.

Располагается между площадью Свободы и улицей Ленина с одной стороны, и улицей Городской Вал — с другой, пересекает улицу Комсомольскую. Нумерация домов — от площади Свободы. Ранее называлась Койдановской — по прежнему названию города Дзержинска (Койданово). В то же время, в Минске был ещё и Койдановский тракт. В XX веке переименована в честь Октябрьской революции.

## XX век
В начале XX века на улице, расположенной возле центральной Соборной площади, располагался ряд известных зданий:
- Угол Соборной площади и Койдановской улицы, возле католического кафедрального собора. Здание снесено в 1950 году: административное здание с губернским казначейством и другими учреждениями,
- Угол Соборной площади и Койдановской улицы — мужское духовное училище,
- д. 3 — дом вице-губернатора,
- д. 5 — Министерство по чрезвычайным ситуациям,
- д. 6 — офтальмологическая клиника Каминского,
- д. 8 — банковский дом Г. Лившиц,
- д. 9 — гостиница Крюковского,
- д. 10 — хирургическая клиника А. Шапиро,
- д. 12—14 — электротехническое бюро и склад электротехнических принадлежностей,
- д. 13 — хирургическая клиника М. Шапиро,
- д. 11 — гостиница «Ново-Варшавская»,
- д. 15 — Институт белорусской культуры,
- д. 22 — гостиница «Ливадия»,
- д. 24 — женская гимназия Рейман,
- д. 28 — гостиница «Купеческая».

## XXI век
В настоящее время во многих домах ведутся работы по «реконструкции с реставрацией» или «реконструкции с приспособлением», что инициаторы реконструкции объясняют крайне низким качеством строительных работ в конце XIX века.
По улице организовано одностороннее автомобильное движение. Ожидается, что после завершения работ улица станет пешеходной. Общественный транспорт по улице не проходит, однако поблизости проходит ряд маршрутов автобусов и троллейбусов, а также располагается станция метро Немига.
- д. 6 — Дом Гурвича,
- д. 4 — Дом Прушинской,
- д. 8 — Дом Шульмана,
- д. 10 — Дом Вендорфа, в котором расположен Музей истории города Минска,
- д. 13 — Дом Слиозберга, учреждение здравоохранения «Медицинский центр Томография»[5]
- д. 14 — Дом Левина,
- д. 15 — Здание посольства Швеции,
- д. 22 — гостиница «Ливадия»,
- д. 24 — Дом Фогеля — Залкинда,
- д. 26 — Дом Фридмана,
- д. 28 — Дом Поляка,
- д. 32 — Дом Гальперина — Ивенского.